# 银河系核球
银河系核球是指银河系中央的鼓起部分，是一個三軸橢球體，可能形成于约100亿年前。其長軸長度約為1.14萬光年，中心为超大质量黑洞人马座A*。太陽距離核球中心約27000光年。
核球中包含大量由於恆星相當擁擠造成星際塵埃增溫而產生的年輕熱星，有很強的紅外線輻射。核心部分恆星間的距離約為800AU。

## 內部天體
銀河系核球內部約有400億顆恆星，約佔銀河系內恆星的10%～40%。

### 人馬座A*
人馬座A*是位於銀河系中心的超大質量黑洞，質量約為4.154±0.014百万太阳质量，直徑約為2350萬公里。

### HP 1球狀星團

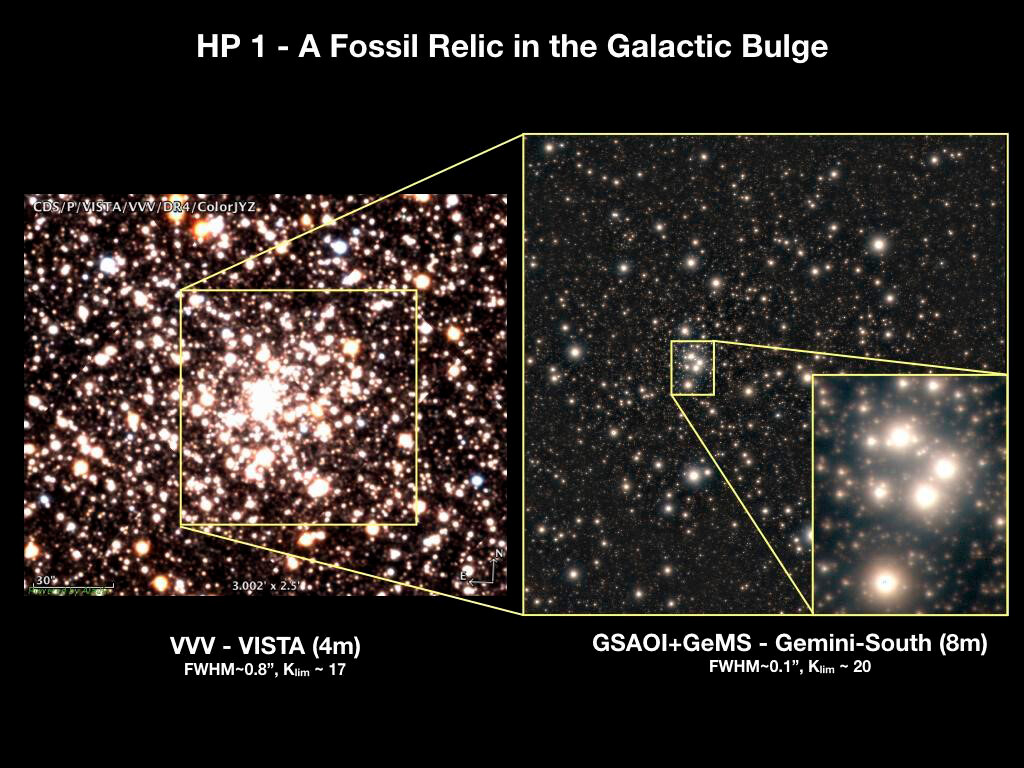
HP 1球状星团，由双子南望远镜拍摄

HP 1球狀星團位於銀河系核球內部，年齡達到128億年，距太陽系約21500光年，是迄今已知宇宙中最老的星團之一。
1997年，天文學家曾利用星團中的紅巨星估測出的HP 1年齡達138億歲，與宇宙年齡相當。但天文學家克貝爾（L.O. Kerber）等人使用智利的雙子南望遠鏡改善大氣扭曲造成的影響，獲得迄今解析度最高的HP 1星團觀測訊息後，修正了它的實際年齡。克貝爾等人又從雙子南望遠鏡和哈勃太空望遠鏡以往的可見光觀測影像辨認星團中最暗的恆星，並從歷史資料中找出十一顆天琴座RR型變星，測量出了它與太陽系間的距離。

## 發現
2012年，歐洲南方天文台的天文學家利用可見光和紅外巡天望遠鏡（VISTA）的觀測數據列出了銀河系中心的1.73億顆天體，其中包含約8400萬顆恆星。
2010年， 中国科学院上海天文台的沈俊太团组利用最新银河系核球视向速度巡天计划（Bulge Radial Velocity Assay，BRAVA）的观测结果，结合高精度多体模拟来研究银河系的动力学结构，证实了银河系的盒状核球其实是侧面看到的银河系的棒，并且发现银河系几乎是由一个纯星系盘演化而来，并不包含一个显著的由星系并和形成的经典核球。2014年，他們又利用银河系核球的数值模型检验了APOGEE预观测的结果，並對APOGEE团队高视向速度恒星冷流起源的结论提出了質疑，并且做出了新解释。兩项科研成果均已以通讯快报的形式正式发表在国际核心期刊《天体物理杂志》（ApJL）上。 
2020年11月27日，智利卡托利卡大學的天文學家Manuela Zoccali等人利用歐南天文台超大望遠鏡觀測銀河系，發現銀河核球是在至少100億年前、宇宙還相當年輕的時期，經由一連串的恆星遽增過程形成的。 